# Oostelijke koereiger
De oostelijke koereiger (Ardea coromanda) is een kleine, witte reigersoort. Deze soort wordt door de IOC World Bird List beschouwd als een aparte soort, maar wordt vaak ook gezien als een ondersoort van de gewone koereiger, onder andere door BirdLife International.

## Kenmerken
De oostelijke koereiger lijkt uiterlijk en qua gedrag sterk op de koereiger.

## Verspreiding en leefgebied
Het verspreidingsgebied strekt zich uit van India tot zuidelijk in Australië en noordelijk tot in Japan.

## Status
De oostelijke koereiger komt niet als aparte soort voor op de lijst van het IUCN, maar is daar een ondersoort van de koereiger (B. ibis coromandus).

Oostelijke koereigers uit India
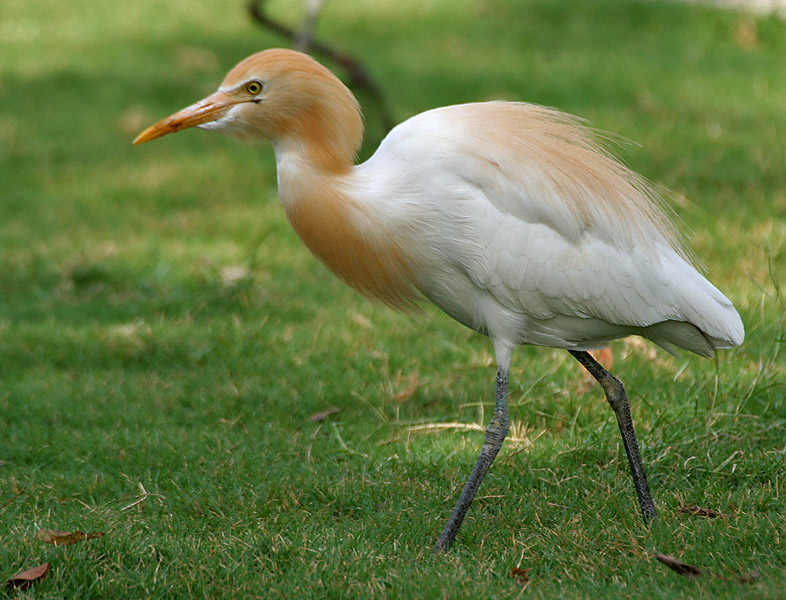
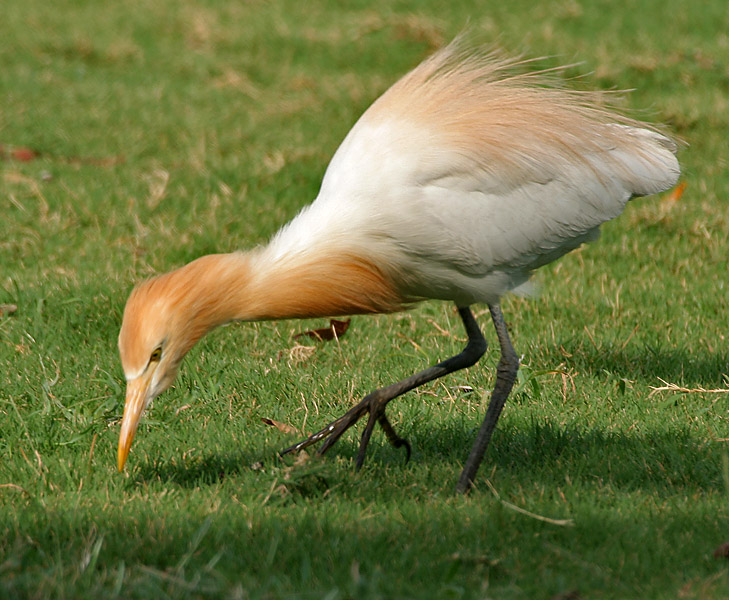
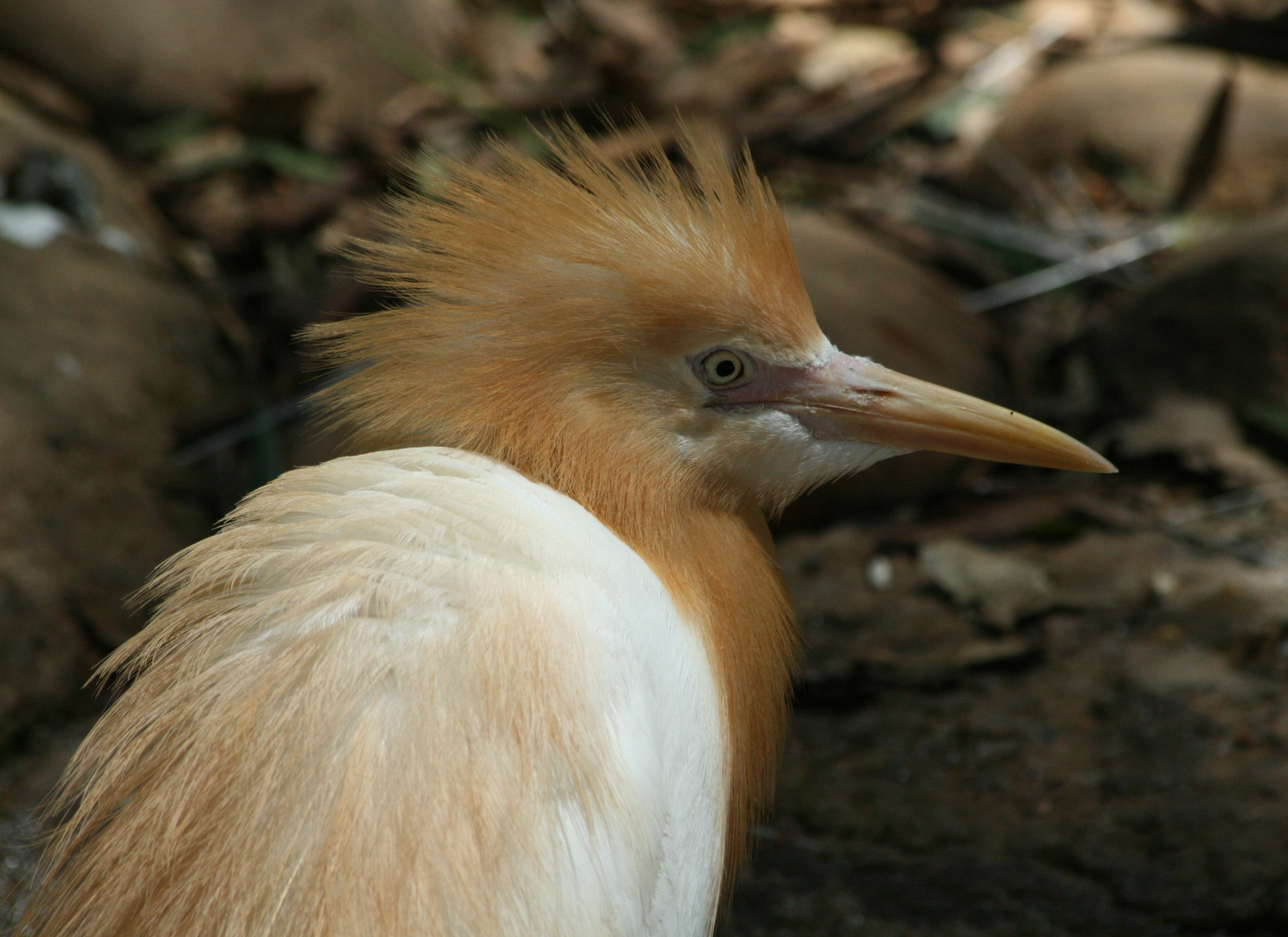